# Halima Aden
Halima Aden, née le 19 septembre 1997 dans un camp de réfugiés au Kenya, est un mannequin somali-américain. Elle est connue pour être la première Somali-Américaine à participer au concours de Miss Minnesota USA, en gardant ses cheveux sous un voile. Elle se dit fière de représenter les femmes musulmanes dans la mode. Elle veut bousculer les idées reçues sur ces femmes musulmanes, combattre l'islamophobie, et transmettre un message de tolérance. Elle a acquis rapidement une notoriété internationale, a été retenue par plusieurs créateurs, et a signé un contrat avec l'agence IMG Models.

## Biographie
Aden est née dans un camp de réfugiés à Kakuma, au Kenya (par où sont passées les mannequins Aweng Ade-Chuol et Adut Akech), sa famille ayant fui la guerre civile en Somalie. À l'âge de 6 ans, elle quitte le Kenya avec sa mère enceinte et sa sœur, pour les États-Unis. Elles s'installent à Saint-Cloud dans l’État du Minnesota. Elle apprend l’anglais, va à l’école laïque en semaine, et à l'école coranique le week-end. Elle se fait des amis, mais se heurte aussi, quelquefois, au racisme de quelques parents d’élèves, ne souhaitant pas que leurs enfants copinent avec elle. À 8 ans, elle commence à porter un hijab dissimulant ses cheveux. À 13 ans, elle devient citoyenne américaine. Après ses études secondaires, elle entre à l'Université d'État de Saint Cloud. Au lycée, elle est la première reine de promo voilée.
En 2016, elle participe au concours de beauté Miss Minnesota USA, devenant la première concurrente à porter un burkini et un hijab dans ce concours. Les organisateurs du concours et le public sont impressionnés par son audace. Elle termine demi-finaliste,,. Elle décide de suspendre ses études pour se consacrer au mannequinat : « Nous, les musulmanes, il faut que nous soyons représentées. Les jeunes filles ne « googlisent » pas les grands patrons, mais elles connaissent les mannequins », explique-t-elle. Elle indique aussi vouloir envoyer un message pour la tolérance et contre l'islamophobie : « Beaucoup de gens pensent qu’en tant que femme musulmane, je suis en quelque sorte contre les femmes portant des bikinis. Non, je veux que les femmes se sentent à l’aise et confiantes dans ce qu’elles portent. »
L'année suivante, elle signe un contrat avec IMG Models. Le président d'IMG Models, Ivan Bart, déclare à ce sujet : « Nous verrons comment l’industrie va réagir à Halima, en essayant de travailler avec ces restrictions, ou pas ». En février 2017, elle fait ses débuts à la Fashion Week de New York pour Yeezy Season 5 . Elle retient l'attention de plusieurs créateurs, notamment Max Mara et Alberta Ferretti. Elle participe également au Milan Fashion Week et la même année au London Modest Fashion Week, manifestation de la mode modeste. Elle pose pour l'American Eagle Outfitters, le magazine britannique Glamour, et fait la couverture du magazine de Carine Roitfeld, CR Fashion Book,.
Première mannequin portant le voile ayant signé avec une agence majeure, elle devient en juin 2017, le premier modèle sur la couverture de Vogue Arabia voilant ses cheveux,, et faisant, quelques jours plus tard, toujours avec un voile sur les cheveux, la couverture du magazine de mode américain Allure de juillet 2017 .
De la politique américaine menée par le président Donald Trump après les restrictions de visas imposées à certains pays à majorité musulmane dont la Somalie, elle dit : « J'étais une réfugiée et je suis soulagée que la porte ait été ouverte pour ma famille, pour qu'on puisse se bâtir une nouvelle vie et avoir des opportunités. [...] Ma mère a tellement de respect pour le gouvernement et l'autorité...  Je ne suis pas d'accord avec tout ce que dit [Donald Trump]. Mais il faut être respectueux. ».
Au début de juin 2018, de passage au camp de réfugiés où elle est née, habillée d'un voile mauve et d'une large jupe bouffante, elle déclare à propos de ce camp aux officiels, aux humanitaires, aux habitants, et aux journalistes venus accueillir la star qu'elle est devenue : « Oui, il y avait des défis, et il m’arrivait d’avoir des crises de paludisme. Mais à Kakuma, il y avait un réel sens de la communauté ». Puis elle évoque avec humour son arrivée aux États-Unis, à l’âge de 8 ans : « Je me disais : pourquoi ne parlent-ils pas swahili ? Le swahili est la langue qui unit les gens. » En portant le hijab dans les défilés de mode, elle indique vouloir changer le regard sur les musulmanes, et faire accepter par les autres ce choix vestimentaire.
En novembre 2020, elle annonce sur Instagram son intention de quitter le métier, citant des pressions qui l'avaient amenée à compromettre ses valeurs.
Elle fait partie du jury de Miss Univers 2023 qui se tiendra au Salvador, le 18 novembre 2023.